# Gdynia Point
Der Gdynia Point (polnisch Przylądek Gdynia) ist die östliche Landspitze der Dufayel-Insel im Ezcurra-Fjord von King George Island im Archipel der Südlichen Shetlandinseln.
Teilnehmer einer polnischen Antarktisexpedition benannten sie nach der polnischen Hafenstadt Gdynia.